# لنز گردشی چشم‌ماهی سیگما ۱۰میلی‌متر اف۲٫۸ ئی‌ایکس دی‌سی اچ‌اس‌ام
لنز گردشی چشم‌ماهی سیگما ۱۰میلی‌متر اف۲٫۸ ئی‌ایکس دی‌سی اچ‌اس‌ام (به انگلیسی: Sigma 10mm F2.8 EX DC Fisheye HSM lens) نام لنز دوربین عکاسی از نوع لنز چشم‌ماهی است که توسط شرکت سیگما تولید می‌شود. فاصلهٔ کانونی این لنز ۱۰ میلی‌متر، دیافراگم آن دارای ۷ تیغه و ضریب اف آن اف ۲٫۸ تا اف ۲۲ است. 

## نگارخانه

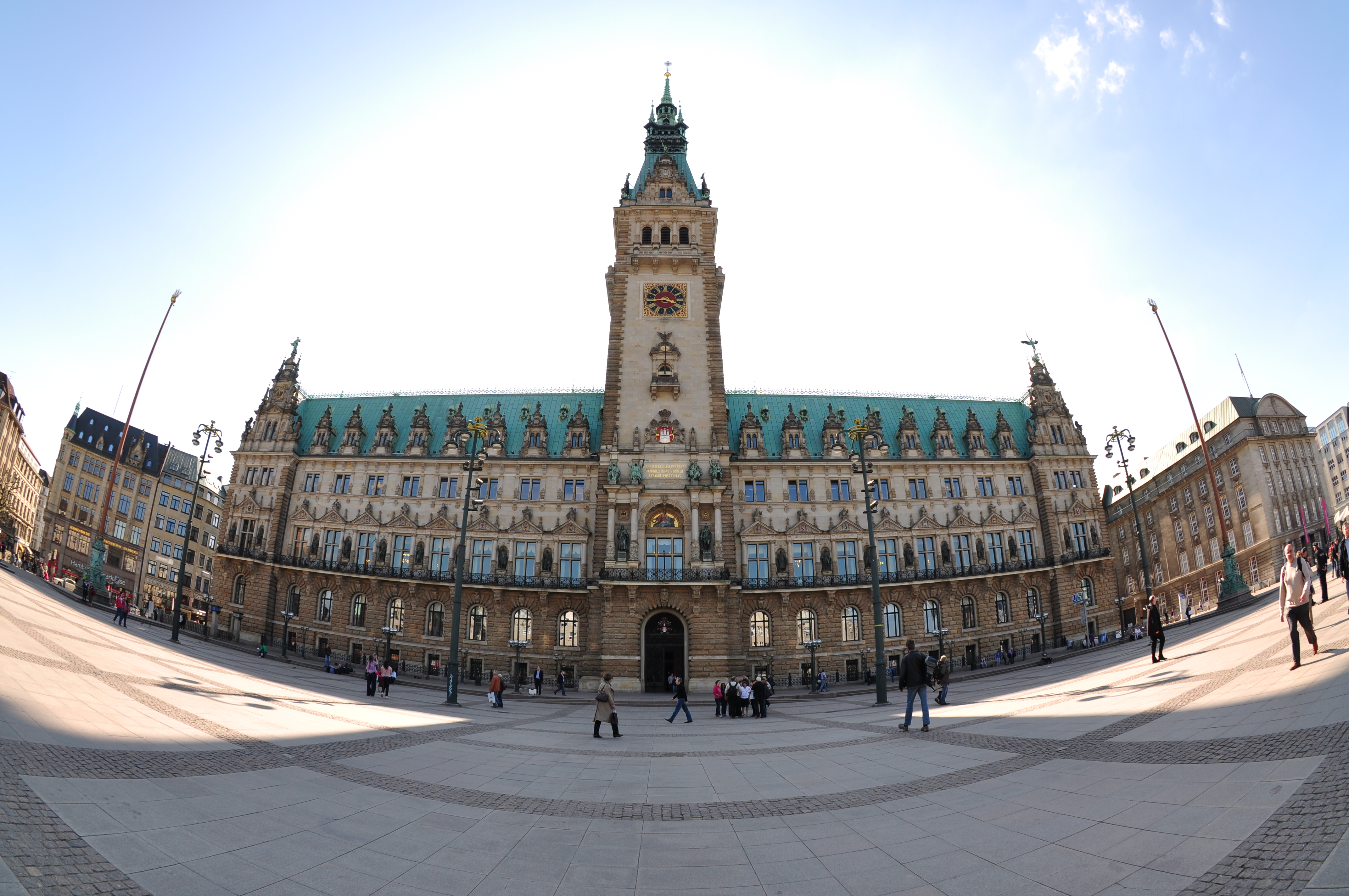
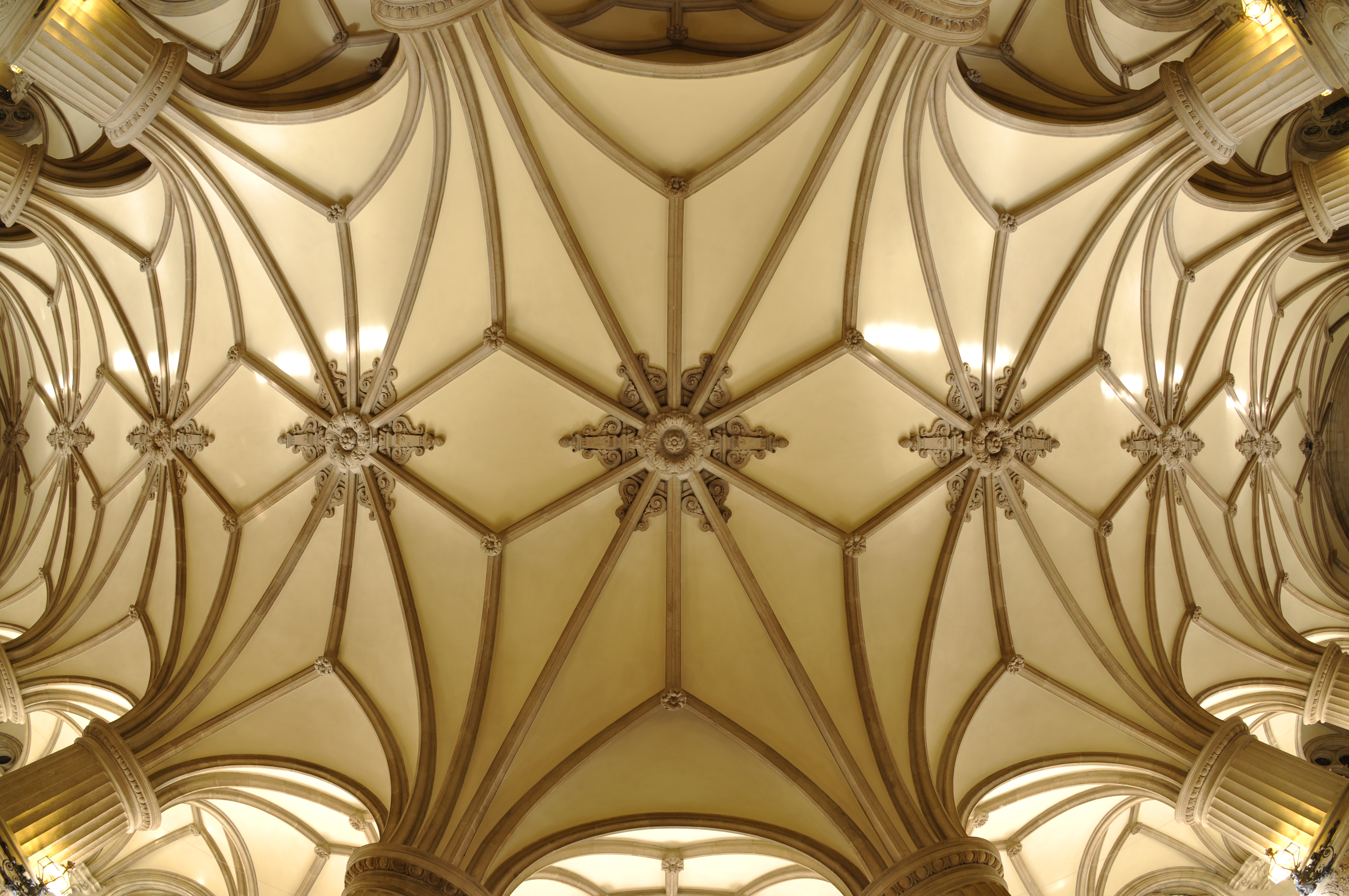
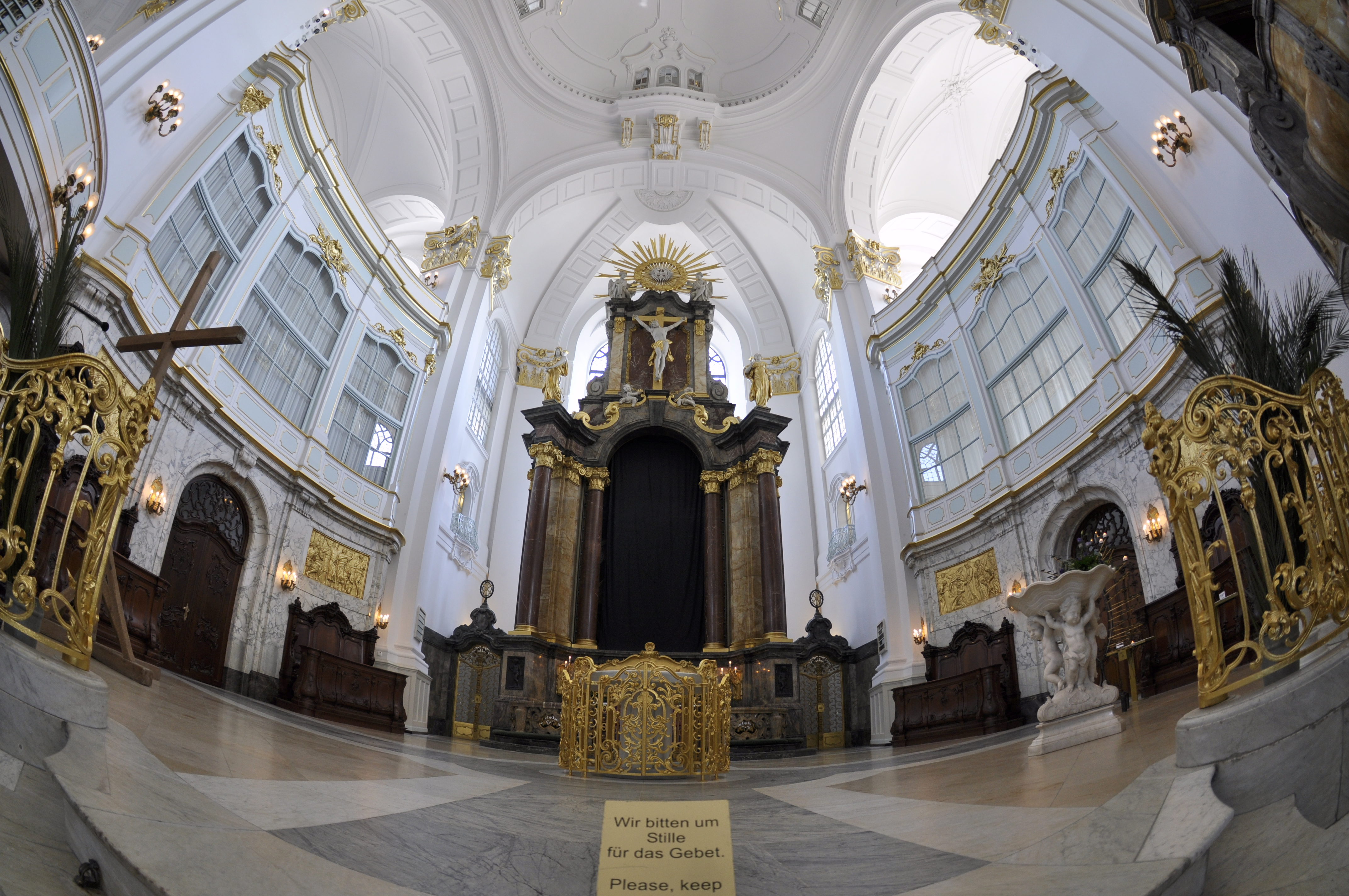